# مستشفى أبو رديس المركزي
مستشفى أبو رديس المركزي هي مستشفى في أبو رديس، جنوب سيناء، مصر.

## الوصف
تبلغ مساحتها الإجمالية 3 آلاف و400 متر مربع، بطاقة استيعابية 57 سريرا، بينهم (12 سرير استقبال وطوارئ، 30 سرير داخلي، 4 أسرة رعاية مركزة، 4 حضانات، 5 أسرة غسيل كلوي)، فضلا عن غرفتي عمليات مجهزيتن لإجراء العمليات في تخصصات (الجراحة العامة، التوليد وأمراض النساء، جراحات العظام جراحات الطوارئ).

## الخدمات
تشمل الخدمات كافة التخصصات التي تشمل (الجراحة العامة، جراحة الفم والأسنان، المسالك البولية، النساء والتوليد، الأطفال، أمراض القبل، العظام، الباطنة، الأنف والاذن والحنجرة، الرمد، الجهاز الهضمي، العلاج الطبيعي، الأمراض الجلدية).